# Ivan Cavaleiro
Ivan Ricardo Neves Abreu Cavaleiro, noto semplicemente come Ivan Cavaleiro (Vila Franca de Xira, 18 ottobre 1993), è un calciatore portoghese naturalizzato angolano, centrocampista del Tondela.

## Caratteristiche tecniche
Ala destra, può giocare sia come ala sinistra sia come seconda punta.

## Carriera

### Club

#### Gli inizi
Dopo aver militato nelle giovanili dell'Alverca, nel 2007 l'attaccante portoghese è stato acquistato dal Benfica, con la quale ha dapprima militato nella squadra giovanile e poi nella squadra di riserve. Con quest'ultima ha esordito nell'agosto 2012 contro il Braga B, mentre ha segnato la sua prima rete contro il Feirense. Complessivamente con il Benfica B ha segnato 22 reti in 56 partite di campionato. Nella stagione successiva è stato convocato dalla prima squadra, con la quale ha fatto 8 apparizioni in campionato e 6 tra Champions League ed Europa League. In quest'ultima competizione ha raggiunto la finale, nella quale è entrato negli ultimi minuti a posto di Nicolás Gaitán.

#### Deportivo de La Coruña
Il 7 agosto 2014 viene ceduto in prestito con diritto di riscatto al Deportivo de La Coruña, squadra militante nella massima divisione spagnola. La prima rete con i biancoblu è avvenuta nella prima giornata di campionato contro il Granada, partita persa 2-1. A fine stagione il Deportivo non ha riscattato l'attaccante portoghese che è dovuto tornare in patria dopo 3 reti in 33 partite giocate.

#### Monaco
Il 10 luglio 2015, Cavaleiro firma col Monaco un contratto quinquennale. Il cartellino è costato 15 milioni di euro.

#### Wolverhampton
Il 31 agosto 2016 firma un contratto quinquennale con gli inglesi, oltre ad un conguaglio di 8 milioni di euro per i monegaschi.

#### Fulham
Durante la finestra di mercato estivo della stagione 2019/20, il portoghese passa in prestito secco alla squadra inglese del Fulham Football Club, militante nella Football League Championship. Il 7 gennaio 2020 viene riscattato dalla società londinese per € 11,8 milioni.

### Nazionale
Il 5 marzo 2014 ha esordito in Nazionale maggiore nell'amichevole Portogallo-Camerun (5-1).

## Statistiche

### Presenze e reti nei club
Statistiche aggiornate al 24 febbraio 2024.
| Stagione             | Squadra              | Campionato           | Campionato | Campionato | Coppe nazionali | Coppe nazionali | Coppe nazionali | Coppe continentali | Coppe continentali | Coppe continentali | Altre coppe | Altre coppe | Altre coppe | Totale | Totale |
| Stagione             | Squadra              | Comp                 | Pres       | Reti       | Comp            | Pres            | Reti            | Comp               | Pres               | Reti               | Comp        | Pres        | Reti        | Pres   | Reti   |
| -------------------- | -------------------- | -------------------- | ---------- | ---------- | --------------- | --------------- | --------------- | ------------------ | ------------------ | ------------------ | ----------- | ----------- | ----------- | ------ | ------ |
| 2012-2013            | Benfica B            | SL                   | 38         | 12         | -               | -               | -               | -                  | -                  | -                  | -           | -           | -           | 38     | 12     |
| 2013-2014            | Benfica B            | SL                   | 18         | 10         | -               | -               | -               | -                  | -                  | -                  | -           | -           | -           | 18     | 10     |
| Totale Benfica B     | Totale Benfica B     | Totale Benfica B     | 56         | 22         |                 | -               | -               |                    | -                  | -                  |             | -           | -           | 56     | 22     |
| 2013-2014            | Benfica              | PL                   | 8          | 0          | TP+CdL          | 3+3             | 0+1             | UCL+UEL            | 4+2                | 0                  | -           | -           | -           | 20     | 1      |
| 2014-2015            | Deportivo La Coruña  | PD                   | 34         | 3          | CR              | 0               | 0               | -                  | -                  | -                  | -           | -           | -           | 34     | 3      |
| 2015-2016            | Monaco               | L1                   | 12         | 1          | CF+CdL          | 0+1             | 0               | UCL+UEL            | 4+2                | 1+1                | -           | -           | -           | 19     | 3      |
| lug.-ago. 2016       | Monaco               | L1                   | 2          | 0          | CF+CdL          | -               | -               | UCL                | 1                  | 0                  | -           | -           | -           | 3      | 0      |
| Totale Monaco        | Totale Monaco        | Totale Monaco        | 14         | 1          |                 | 1               | 0               |                    | 7                  | 2                  |             | -           | -           | 22     | 3      |
| ago. 2016-2017       | Wolverhampton        | FLC                  | 31         | 5          | FACup+CdL       | -               | -               | -                  | -                  | -                  | -           | -           | -           | 31     | 5      |
| 2017-2018            | Wolverhampton        | FLC                  | 42         | 9          | FACup+CdL       | 1+3             | 0               | -                  | -                  | -                  | -           | -           | -           | 46     | 9      |
| 2018-2019            | Wolverhampton        | PL                   | 23         | 3          | FACup+CdL       | 5+1             | 2+0             | -                  | -                  | -                  | -           | -           | -           | 29     | 5      |
| Totale Wolverhampton | Totale Wolverhampton | Totale Wolverhampton | 96         | 17         |                 | 10              | 2               |                    | -                  | -                  |             | -           | -           | 106    | 19     |
| 2019-2020            | Fulham               | FLC                  | 43+1       | 6          | FACup+CdL       | 2+0             | 0               | -                  | -                  | -                  | -           | -           | -           | 46     | 6      |
| 2020-2021            | Fulham               | PL                   | 36         | 3          | FACup+CdL       | 1+0             | 0+0             | -                  | -                  | -                  | -           | -           | -           | 37     | 3      |
| 2021-2022            | Fulham               | FLC                  | 18         | 2          | FACup+CdL       | 1+2             | 0+0             | -                  | -                  | -                  | -           | -           | -           | 21     | 2      |
| Totale Fulham        | Totale Fulham        | Totale Fulham        | 98         | 11         |                 | 6               | 0               |                    | -                  | -                  |             | -           | -           | 104    | 11     |
| 2022-2023            | Alanyaspor           | SL                   | 22         | 2          | TK              | 3               | 2               | -                  | -                  | -                  | -           | -           | -           | 25     | 4      |
| 2023-2024            | Lilla                | L1                   | 17         | 1          | CF              | -               | -               | UECL               | 3+3                | 0                  |             | -           | -           | 23     | 1      |
| Totale carriera      | Totale carriera      | Totale carriera      | 333        | 55         |                 | 26              | 5               |                    | 14                 | 2                  |             | -           | -           | 390    | 64     |

### Cronologia presenze e reti in nazionale
| Cronologia completa delle presenze e delle reti in nazionale ― Portogallo | Cronologia completa delle presenze e delle reti in nazionale ― Portogallo | Cronologia completa delle presenze e delle reti in nazionale ― Portogallo | Cronologia completa delle presenze e delle reti in nazionale ― Portogallo | Cronologia completa delle presenze e delle reti in nazionale ― Portogallo | Cronologia completa delle presenze e delle reti in nazionale ― Portogallo | Cronologia completa delle presenze e delle reti in nazionale ― Portogallo | Cronologia completa delle presenze e delle reti in nazionale ― Portogallo |
| Data                                                                      | Città                                                                     | In casa                                                                   | Risultato                                                                 | Ospiti                                                                    | Competizione                                                              | Reti                                                                      | Note                                                                      |
| ------------------------------------------------------------------------- | ------------------------------------------------------------------------- | ------------------------------------------------------------------------- | ------------------------------------------------------------------------- | ------------------------------------------------------------------------- | ------------------------------------------------------------------------- | ------------------------------------------------------------------------- | ------------------------------------------------------------------------- |
| 5-3-2014                                                                  | Leiria                                                                    | Portogallo                                                                | 5 – 1                                                                     | Camerun                                                                   | Amichevole                                                                | -                                                                         | 69’                                                                       |
| 7-9-2014                                                                  | Aveiro                                                                    | Portogallo                                                                | 0 – 1                                                                     | Albania                                                                   | Qual. Euro 2016                                                           | -                                                                         | 46’                                                                       |
| Totale                                                                    |                                                                           | Presenze                                                                  | 2                                                                         |                                                                           | Reti                                                                      | 0                                                                         |                                                                           |

## Palmarès

### Club

#### Competizioni nazionali
- Coppa di Lega portoghese: 1

Benfica: 2013-2014
- Campionato portoghese: 1

Benfica: 2013-2014
- Coppa del Portogallo: 1

Benfica: 2013-2014
- Campionato inglese di seconda divisione: 2

Wolverhampton: 2017-2018
Fulham: 2021-2022

### Individuale
- Squadra del torneo degli Europei Under-21: 1

Rep. Ceca 2015